# Präfektur Cinkassé
Die Präfektur Cinkassé ist eine Präfektur in Togo mit 128.959 Einwohnern (Stand: 2022). Sie liegt im äußersten Nordwesten des Landes in der Region Savanes und grenzt im Südosten an die Präfektur Tône, im Südwesten an Ghana und im Norden an Burkina Faso. Verwaltungssitz ist Cinkassé.
Cinkassé wurde in den 1990er Jahren zunächst als Unterpräfektur geschaffen und im Jahr 2009 zur Präfektur erhoben. Sie ist in zwei Kommunen mit insgesamt acht Kantonen unterteilt:
- Cinkassé 1 mit den Kantonen Boadé, Cinkassé, Gnoaga und Gouloungoussi.
- Cinkassé 2 mit den Kantonen Biankouri, Nadjoundi, Sam-Naba und Timbou.